# Charitopus quadricolor
Charitopus quadricolor är en stekelart som först beskrevs av Girault 1915.  Charitopus quadricolor ingår i släktet Charitopus och familjen sköldlussteklar. Inga underarter finns listade i Catalogue of Life.